# Лалиева, Залина Юрьевна
Зали́на Ю́рьевна Ла́лиева (осет. Лалыты Залинӕ; род. 2 декабря 1967, Цхинвали) — министр юстиции Южной Осетии с 25 мая 2017 года по 23 мая 2022 года.

## Биография
Родилась в семье военнослужащего 2 декабря 1967 года в Цхинвали, столице ЮО АО ГССР. В 1985 году с отличием окончила Цхинвальскую среднюю школу № 2. В том же году поступила на филологический факультет Северо-Осетинского государственного университета.
В 1986 году перевелась в Юго-Осетинский педагогический институт (ныне ЮОГУ) на факультет русского языка, литературы и истории, окончила его в 1990 году. В 1990—2005 годах работала преподавателем русского языка, литературы и истории в одной из школ Цхинвала.
В 2000 году Лалиева окончила с отличием юридический факультет ЮОГУ, в 2005 году была принята на должность юрист-консультанта в Торгово-промышленную палату Республики Южная Осетия. Также работала в должности юрист-консультанта Комитета по законодательству, законности и местному самоуправлению парламента Республики Южная Осетия.
25 мая 2017 года была назначена министром юстиции Южной Осетии после того как прежнее правительство подало в отставку после подведения итогов президентских выборов.
Замужем. Имеет двоих дочерей.